# 1984년 한국프로야구 신인 드래프트
1984년 한국프로야구 신인선수 지명회의는 지역 연고를 바탕으로 한 '1차 지명'과 지역 연고에 상관없이 지명하는 '2차 지명'으로 이루어져 있다.

## 1차 지명
- 구단 순서는 A~Z, 가나다 순.

※이름에 가로줄이 그어진 것은 구단이 해당 선수에 대한 지명권을 포기했음을 의미함.
| 구단            | 성명   | 출신학교 및 소속팀                                        | 포지션 | 지명순위 및 비고 |
| --------------- | ------ | --------------------------------------------------------- | ------ | ---------------- |
| MBC 청룡        | 김봉근 | 상문고등학교-동국대학교                                   | 투수   | 1순위            |
| MBC 청룡        | 김상훈 | 동대문상업고등학교 - 동아대학교                           | 내야수 | 2순위            |
| MBC 청룡        | 김경표 | 한양대학교                                                | 내야수 | 3순위            |
| MBC 청룡        | 김영균 | 연세대학교                                                | 내야수 | 4순위            |
| MBC 청룡        | 유제룡 | 상업은행                                                  | 외야수 | 5순위            |
| MBC 청룡        | 이석승 | 한일은행                                                  | 투수   | 6순위            |
| MBC 청룡        | 김주일 | 영남대학교                                                | 내야수 | 7순위            |
| MBC 청룡        | 정선채 | 상업은행                                                  | 외야수 | 8순위            |
| OB 베어스       | 한오종 | 한양대학교                                                | 투수   | 1순위            |
| OB 베어스       | 장훈   | 연세대학교                                                | 외야수 | 2순위            |
| OB 베어스       | 김성호 | 포항제철                                                  | 포수   | 3순위            |
| OB 베어스       | 윤석환 | 서울봉천초등학교-선린중학교-선린상업고등학교-성균관대학교 | 투수   | 4순위            |
| OB 베어스       | 김남수 | 연세대학교                                                | 외야수 | 5순위            |
| OB 베어스       | 기세봉 | 포항제철                                                  | 투수   | 6순위            |
| OB 베어스       | 김수남 | 상업은행                                                  | 외야수 | 7순위            |
| OB 베어스       | 홍희섭 | 농협                                                      | 내야수 | 8순위            |
| OB 베어스       | 사인상 | 한일은행                                                  | 내야수 | 9순위            |
| OB 베어스       | 김영하 | 한국화장품                                                | 투수   | 9순위            |
| OB 베어스       | 이광국 | 한국화장품                                                | 내야수 | 10순위           |
| OB 베어스       | 배원영 | 건국대학교                                                | 포수   | 11순위           |
| OB 베어스       | 오덕환 | 농협                                                      | 내야수 | 12순위           |
| OB 베어스       | 김광림 | 공주고등학교-고려대학교                                   | 외야수 | 13순위           |
| OB 베어스       | 김명구 | 상업은행                                                  | 외야수 | 14순위           |
| OB 베어스       | 김진욱 | 북일고등학교-동아대학교                                   | 투수   | 15순위           |
| 롯데 자이언츠   | 김민호 | 부산고등학교-동국대학교                                   | 투수   | 1순위            |
| 롯데 자이언츠   | 김재열 | 동아대학교                                                | 투수   | 2순위            |
| 롯데 자이언츠   | 김진근 | 한국화장품                                                | 내야수 | 3순위            |
| 롯데 자이언츠   | 김한조 | 동아대학교                                                | 외야수 | 4순위            |
| 롯데 자이언츠   | 배종문 | 건국대학교                                                | 투수   | 5순위            |
| 롯데 자이언츠   | 안창완 | 건국대학교                                                | 투수   | 6순위            |
| 롯데 자이언츠   | 윤학길 | 연세대학교                                                | 투수   | 7순위            |
| 롯데 자이언츠   | 이문한 | 동국대학교                                                | 투수   | 8순위            |
| 롯데 자이언츠   | 이석규 | 한일은행                                                  | 내야수 | 9순위            |
| 롯데 자이언츠   | 정인교 | 한국화장품                                                | 포수   | 10순위           |
| 롯데 자이언츠   | 조성옥 | 동아대학교                                                | 외야수 | 11순위           |
| 롯데 자이언츠   | 조용철 | 경남고등학교                                              | 투수   | 12순위           |
| 삼미 슈퍼스타즈 | 강영수 | 중앙대학교                                                | 투수   | 1순위            |
| 삼미 슈퍼스타즈 | 이광근 | 중앙대학교                                                | 외야수 | 2순위            |
| 삼미 슈퍼스타즈 | 최계훈 | 인천고등학교 - 인하대학교                                 | 투수   | 3순위            |
| 삼성 라이온즈   | 권기홍 | 건국대학교                                                | 투수   | 1순위            |
| 삼성 라이온즈   | 김대원 | 대구상업고등학교                                          | 포수   | 2순위            |
| 삼성 라이온즈   | 김성래 | 연세대학교                                                | 내야수 | 3순위            |
| 삼성 라이온즈   | 김정태 | 농협                                                      | 내야수 | 4순위            |
| 삼성 라이온즈   | 김준희 | 영남대학교                                                | 투수   | 5순위            |
| 삼성 라이온즈   | 도이석 | 영남대학교                                                | 외야수 | 6순위            |
| 삼성 라이온즈   | 서재진 | 한국전력                                                  | 외야수 | 7순위            |
| 삼성 라이온즈   | 신준옥 | 제일은행                                                  | 투수   | 8순위            |
| 삼성 라이온즈   | 신춘식 | 한국화장품                                                | 외야수 | 9순위            |
| 삼성 라이온즈   | 심규영 | 고려대학교                                                | 포수   | 10순위           |
| 삼성 라이온즈   | 원민구 | 제일은행                                                  | 내야수 | 11순위           |
| 삼성 라이온즈   | 임종호 | 경리단                                                    | 내야수 | 12순위           |
| 삼성 라이온즈   | 장정호 | 한국화장품                                                | 외야수 | 13순위           |
| 삼성 라이온즈   | 전용권 | 한양대학교                                                | 투수   | 14순위           |
| 삼성 라이온즈   | 정성룡 | 포항제철공업고등학교                                      | 외야수 | 15순위           |
| 삼성 라이온즈   | 조규식 | 제일은행                                                  | 투수   | 16순위           |
| 삼성 라이온즈   | 진동한 | 고려대학교                                                | 투수   | 17순위           |
| 삼성 라이온즈   | 최점동 | 한일은행                                                  | 내야수 | 18순위           |
| 삼성 라이온즈   | 황규민 | 한국화장품                                                | 투수   | 19순위           |
| 해태 타이거즈   | 강정남 | 동국대학교                                                | 외야수 | 1순위            |
| 해태 타이거즈   | 김윤환 | 성무                                                      | 외야수 | 2순위            |
| 해태 타이거즈   | 문희수 | 광주제일고등학교                                          | 투수   | 3순위            |
| 해태 타이거즈   | 조도연 | 원광대학교                                                | 투수   | 4순위            |

## 2차 지명
- 구단 순서는 A~Z, 가나다 순.

※이름에 가로줄이 그어진 것은 구단이 해당 선수에 대한 지명권을 포기했음을 의미함.
| 구단            | 성명   | 소속팀       | 포지션 | 비고  |
| --------------- | ------ | ------------ | ------ | ----- |
| OB 베어스       | 임재준 | 건국대학교   | 투수   | 1순위 |
| 삼미 슈퍼스타즈 | 송영수 | 경희대학교   | 투수   | 1순위 |
| 삼미 슈퍼스타즈 | 우진언 | 한국전력     | 내야수 | 2순위 |
| 삼미 슈퍼스타즈 | 윤여국 | 성균관대학교 | 투수   | 3순위 |
| 삼미 슈퍼스타즈 | 최상수 | 청주고등학교 | 투수   | 4순위 |
| 삼성 라이온즈   | 김운영 | 연세대학교   | 포수   | 1순위 |
| 삼성 라이온즈   | 김이수 | 한양대학교   | 외야수 | 2순위 |
| 삼성 라이온즈   | 최재학 | 한양대학교   | 포수   | 3순위 |